# ラリー・ウェルツ
ラリー・ウェルツ(Larry Welz、1948年11月21日 - )は、アメリカ合衆国の漫画家である。1960年代から1970年代にかけてサンフランシスコの漫画文化に貢献した。性的な描写がある成人向け漫画『チェリー』でよく知られている。アンダーグラウンド・コミックスの代表的なアーティストの一人である。